# Takase Megumi
Takase Megumi (高瀬 愛実 (Cao-Lai Ái-Thực) Takase Megumi, sinh ngày 10 tháng 11 năm 1990) là một cầu thủ bóng đá nữ người Nhật Bản.

## Đội tuyển bóng đá nữ quốc gia Nhật Bản
Takase Megumi thi đấu cho đội tuyển bóng đá nữ quốc gia Nhật Bản từ năm 2010 đến 2016.

## Thống kê sự nghiệp
| Nhật Bản  | Nhật Bản | Nhật Bản |
| Năm       | Trận     | Bàn      |
| --------- | -------- | -------- |
| 2010      | 12       | 4        |
| 2011      | 7        | 0        |
| 2012      | 10       | 1        |
| 2013      | 6        | 0        |
| 2014      | 17       | 4        |
| 2015      | 6        | 0        |
| 2016      | 3        | 0        |
| Tổng cộng | 61       | 9        |